# Камаргу (Бразилия)
Камаргу (порт. Camargo)  —  муниципалитет в Бразилии, входит в штат Риу-Гранди-ду-Сул. Составная часть мезорегиона Северо-запад штата Риу-Гранди-ду-Сул. Входит в экономико-статистический  микрорегион Пасу-Фунду. Население составляет 2471 человек на 2007 год. Занимает площадь 138,069 км². Плотность населения — 17,9 чел./км².

## История
Город основан 5 декабря 1988 года. 

## Статистика
- Валовой внутренний продукт на 2003 составляет 63.191.667,00 реалов (данные: Бразильский институт географии и статистики).
- Валовой внутренний продукт на душу населения на 2003 составляет 25.408,79 реалов (данные: Бразильский институт географии и статистики).
- Индекс развития человеческого потенциала на 2000 составляет 0,814 (данные: Программа развития ООН).

## География
Климат местности: умеренный.